# Gareth Evans (Philosoph)
Gareth Evans (* 12. Mai 1946 in London; † 10. August 1980 in Oxford) war ein englischer Philosoph, der sich in der Hauptsache mit der Sprachphilosophie beschäftigt hat.

## Leben
Evans hatte von 1964 bis 1967 an der Universität Oxford die Fächer Philosophie, Politikwissenschaft und Ökonomie studiert. Betreut wurde Evans’ Studium von Peter Strawson als Tutor. Nach dem Wechsel von Strawson auf die Position des Waynflete Professor of Metaphysical Philosophy wurde Evans dessen Nachfolger als Fellow. Ab 1976 nahm Evans in der Universität Oxford die Position des Wilde Reader in Mental Philosophy ein. Sein Schüler und intellektueller Weggefährte war John McDowell, der Werke aus dem Nachlass von Gareth Evans herausgegeben hat.

## Hauptwerk
Die posthum erschienene Veröffentlichung Spielarten der Bezugnahme gilt als Evans’ Hauptwerk, das er vor seinem Tode jedoch nicht mehr beenden konnte. McDowell übernahm als Herausgeber die Aufgabe, aus den umfangreichen Entwürfen zu den einzelnen Kapiteln das Manuskript für ein Buch zu verfassen. Von der Position her wird Gareth Evans dem Kreis der Oxforder Neo-Fregeaner zugerechnet. Hierbei handelt es sich um eine philosophische Richtung, die durch Michael Dummetts Studie zu Gottlob Frege begründet wurde und in der an Freges Unterscheidung zwischen Sinn und Bedeutung festgehalten wird.

## Werke
- mit John McDowell (Hrsg.): Truth and Meaning. Essays in semantics. Oxford University Press, Oxford 1976, ISBN 0-19-824517-3.
- The Varieties of Reference. Herausgegeben von John McDowell. Oxford University Press, Oxford 1982, ISBN 0-19-824685-4.
- Collected Papers. Oxford University Press, Oxford 1985, ISBN 0-19-824737-0.
- Spielarten der Bezugnahme. Herausgegeben und mit einem Vorwort von John McDowell. Aus dem Englischen übersetzt von Joachim Schulte. Mit einem Nachwort und einer Bibliographie von Catrin Misselhorn und Ulrike Ramming. Suhrkamp, Berlin 2018, ISBN 978-3-518-29813-8.